# Bracon agathis
Bracon agathis är en stekelart som beskrevs av Vladimir Ivanovich Tobias 1972. Bracon agathis ingår i släktet Bracon och familjen bracksteklar. Inga underarter finns listade.